# Njukseniza
Njukseniza (russisch Ню́ксеница) ist ein Dorf (selo) in der Oblast Wologda mit 4271 Einwohnern (Stand 14. Oktober 2010).

## Geographie
Der Ort liegt etwa 280 Kilometer Luftlinie nordöstlich des Oblastverwaltungszentrums Wologda am linken Ufer der dort über 200 m breiten Suchona, des linken Quellflusses der Nördlichen Dwina. Im Ort mündet das gleichnamige Flüsschen Njukseniza (lokal auch Njuksenka genannt) in die Suchona.
Njukseniza ist Verwaltungssitz des Rajons Njuksenski sowie des „munizipalen Gebildes“ Munizipalnoje obrasowanije Njuksenskoje mit dem Status einer Landgemeinde (selskoje posselenije). Zu dieser gehören 49 weitere Ortschaften: 45 Dörfer (derewnja), 3 Siedlungen (possjolok) und 1 Weiler (chutor), darunter die früheren Gemeindesitze Bobrowskoje (30 km ostnordöstlich), Krassawino (15 km nordöstlich) und Lessjutino (10 km nordwestlich). Die zugehörigen Gemeinden wurden am 8. April 2009 an die Gemeinde Njuksenskoje angeschlossen. Die einzigen weiteren größeren Ortschaften (mit über 100 Einwohnern, Stand 2002) sind das Dorf Berjosowaja Slobodka (5 km südwestlich) sowie die Siedlungen Matwejewo und Oserki (22 und 20 km nordöstlich). Außer Lessjutino, das sich am rechten Ufer der unmittelbar oberhalb von Berjosowaja Slobodka in die Suchona mündenden Uftjuga befindet, liegen alle genannten Orte entlang der Suchona.

## Geschichte
Der Ort wurde erstmals 1619 urkundlich erwähnt. Ab 1780 gehörte er zum Ujesd Weliki Ustjug der Statthalterschaft Wologda, ab 1796 des Gouvernements Wologda. Im 19. Jahrhundert wurde Njukseniza Sitz einer Wolost.
Am 17. Juni 1918 kam das Dorf mit dem Ujesd zum neugebildeten Gouvernement Nördliche Dwina (Sewero-Dwinskaja gubernija) und wurde mit Einführung der Rajongliederung am 10. April 1924 Sitz eines nach ihm benannten Rajons. Am 27. Februar 1928 wurde der Rajon zwischenzeitlich in Suchonski (nach dem Fluss) umbenannt und sein Verwaltungssitz in das gut 20 km südlich gelegene Dorf Gorodischtschna verlegt. Mit Beschluss vom 14. Januar 1929 kam der Rajon zum neuen Nördlichen Krai, und am 31. Juli 1931 wurde der Rajon in Njuksenski zurückbenannt, mit Sitz in Njukseniza. Über die kurzlebige Nördliche Oblast (ab 1936) kam der Rajon zur 1937 ausgewiesenen Oblast Wologda.
Vom 13. Dezember 1962 bis 12. Januar 1965 war der Rajon vorübergehend aufgelöst und sein Territorium dem westlich benachbarten Tarnogski rajon mit Sitz in Tarnogski Gorodok zugeordnet.

### Bevölkerungsentwicklung
| Jahr | Einwohner |
| ---- | --------- |
| 1939 | 1595      |
| 1959 | 2067      |
| 1970 | 2404      |
| 1979 | 3898      |
| 1989 | 4164      |
| 2002 | 4407      |
| 2010 | 4271      |

Anmerkung: Volkszählungsdaten

## Verkehr
Knapp fünf Kilometer flussaufwärts (südwestlich) von wechselt die Regionalstraße Totma – Weliki Ustjug (auf dem Territorium des Rajons als 19K-034 ausgezeichnet) über eine 1995 eröffnete Brücke vom linken auf das rechte Ufer der Suchona. Über diese Straße besteht Anbindung in Richtung Wologda und Kotlas. Die nächstgelegene Bahnstation Kostyljowo bei der Siedlung Oktjabrski, bereits in der Oblast Archangelsk an der Strecke Konoscha – Kotlas – Workuta (Petschora-Eisenbahn) ist über das westlich benachbarte Rajonzentrum Tarnogski Gorodok erreichbar und per Straße gut 130 km entfernt.
Der bis in die 1990er-Jahre regelmäßige Passagierschiffsverkehr auf der Suchona wird heute (Stand 2018) nur sporadisch betrieben. 